# 感化令
感化令是指法庭判處犯罪者於一定時間內受到感化主任（俗稱感化官）定期上門評核犯罪者的行為及表現，情況與為警司警誡相似，分別在於前者由社會工作者負責，後者為警司，並且視乎法庭所給予的指令來衡量是否對其判處監禁作為處罰。

## 歷史
1956年，《香港警察監視法例》通過，皇家香港警務處於是成立警察監視組以執行相關法例、以及負責執行類似現時感化令的事務。當犯罪者犯案，法庭可以對該名罪犯判守警察監視行為。至1982年後，監管犯人的事務改為由懲教署負責。

## 應用範圍
當犯罪者犯案，被起訴及定罪後，法官在考慮有關情況（如罪犯的品性和對公眾的威脅）後，如果該罪行無法律規定固定刑罰，可發出感化令，犯罪者則不需接受監禁式的刑罰。不過，法庭很少會就嚴重罪行判處感化令。判處感化令的同時，法庭不可再判處監禁或社會服務令。

## 執行
感化期内，犯罪者不用服刑，可自由活动，但必须定期見感化主任和接受感化主任的指导，也要接受小学或初中教育及职业训练，以及遵守感化令的规定。
感化主任會向犯罪者提供輔導和小組活動，並因應犯罪者的個人需要，為他安排接受由專業人士和非政府機構舉辦的計劃，包括戒毒治療、心理服務、尿液測試和其他支援服務。感化主任須按照法庭指令，定期匯報犯罪者的進展，或就受感化者未如理想的表現，擬備進度報告。感化主任可在報告中向法庭就受犯罪者是否適合繼續接受感化令，作出建議。感化主任或受感化者可向法庭申請解除感化令，而法庭在修訂感化令時，不得縮短感化期或把感化期延長至超過三年。
如果犯罪者在受感化期間再次犯案，或違反感化命令的條文，法庭會視乎違反條件的數量及性質，将犯罪者所犯的原罪判以另外的惩罚各和加控违反感化令的罪名，也可能會判處新的感化令，以取代之前的感化令。
感化令的期限为一年至三年。如果犯罪者年满14岁，判处感化令要经其同意。